# Nautilus (gênero)
Nautilus (em português vernacular, náutilo) é um gênero de moluscos cefalópodes nectônicos marinhos do Indo-Pacífico, classificado por Carolus Linnaeus, em 1758, no seu Systema Naturae, ao descrever sua espécie mais conhecida: Nautilus pompilius. São pertencentes à família Nautilidae e ordem Nautilida, caracterizada por ter uma grande concha externa calcária de espiral convoluta (de tipo brevicone), dividida em câmaras (fragmocone) que são perfuradas por um sifão e utilizadas como dispositivo de proteção e flutuação. Sua flutuabilidade é controlada pelo animal através do bombeamento de líquido ou gás para dentro e para fora destas câmaras, por osmose; dotando-lhes de movimentos verticais, enquanto seus movimentos horizontais são propiciados por jatos de água, expelidos por tubos afunilados, visíveis entre os dois tentáculos mais baixos, impulsionando-lhes para frente ou para trás. Suas poucas espécies atualmente descritas são consideradas fósseis vivos, geralmente habitando profundidades entre 50 a 300 m, vivendo na plataforma externa das barreiras dos recifes de coral e possuindo hábitos predadores e necrófagos de alimentação.

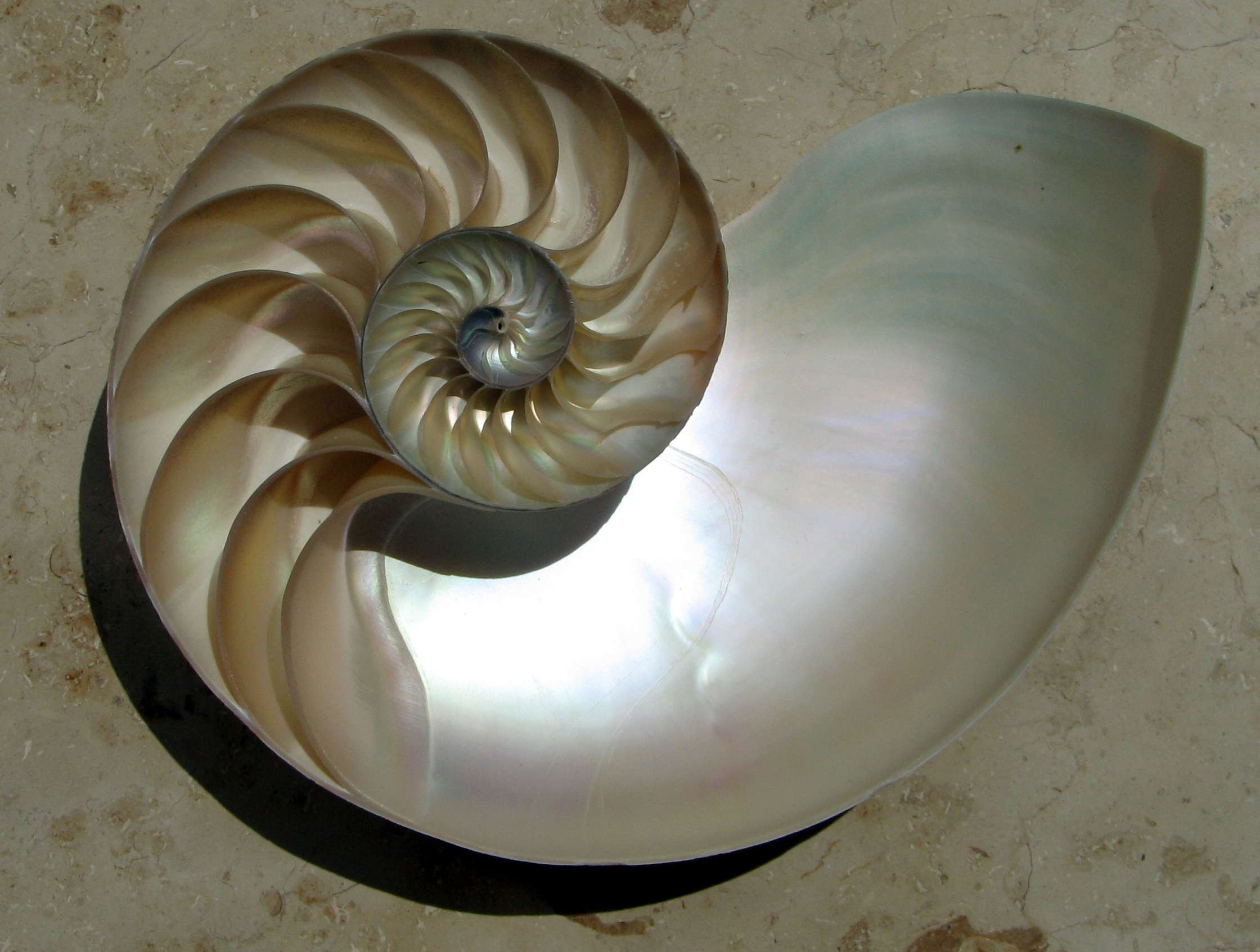
Vista interna da concha madreperolada de um molusco cefalópode do gênero Nautilus. O animal ocupa sua abertura.

## Distribuição geográfica
O gênero Nautilus vive desde as ilhas Andamão, no oceano Índico, até a região do oceano Pacífico ocidental; nas costas das Filipinas, Palau, Nova Caledónia, Ilhas Lealdade, Vanuatu, até Fiji e Austrália.

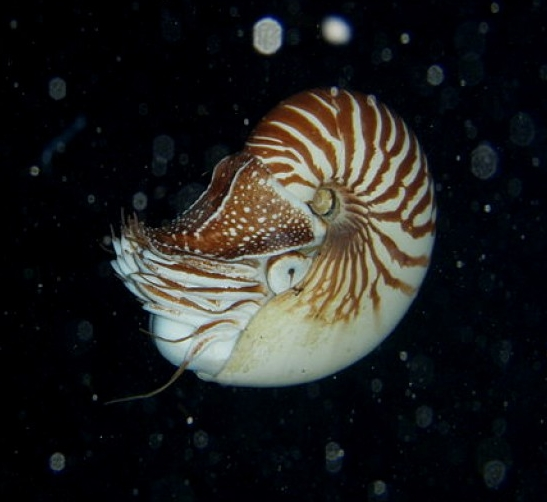
Fotografia de uma espécie do gênero Nautilus (Nautilus macromphalus) em Lifou, na Nova Caledônia.

## 2023: três novas espécies do gêneroNautilus
Em janeiro de 2023 um artigo científico publicado na revista ZooKeys identificou três novas espécies do gênero Nautilus: Nautilus samoaensis, Nautilus vanuatuensis e Nautilus vitiensis, todas descritas por Barord et al.; o que aumentou para sete o seu número de espécies. De acordo com o estudo, proposto a partir de análises genéticas, há um forte componente geográfico afetando a taxonomia, com as novas espécies provenientes de grupos de ilhas maiores e separadas por pelo menos 200 km de águas profundas.

## Espécies, distribuição geográfica e denominação inglesa
- Nautilus pompilius Linnaeus, 1758 (espécie-tipo)[2] — ilhas Andamão para as Filipinas, Austrália e Fiji: emperor nautilus;[16] chambered nautilus,[17] pearly nautilus[23]
- Nautilus macromphalus G.B. Sowerby II, 1849[2] — Pacífico ocidental, nordeste da Austrália, Nova Caledônia: bellybutton nautilus;[24] New Caledonia nautilus[17]
- Nautilus stenomphalus G.B. Sowerby II, 1849[2] — região ocidental do Pacífico central: Austrália e Filipinas: white-patch nautilus[25]
- Nautilus belauensis Saunders, 1981[2] — endêmica de Palau: Palau nautilus[26] (taxon inquirendum)[27]
- Nautilus samoaensis Barord, Combosch, Giribet, Landman, Lemer, Veloso & Ward, 2023[21] — endêmica de Pago Pago, na Samoa Americana[20]
- Nautilus vanuatuensis Barord, Combosch, Giribet, Landman, Lemer, Veloso & Ward, 2023[4] — endêmica de Éfaté, Vanuatu[20]
- Nautilus vitiensis Barord, Combosch, Giribet, Landman, Lemer, Veloso & Ward, 2023[22] — endêmica de Viti Levu, Fiji[20]

## Allonautilus
Durante os séculos XVIII ao XX mais duas espécies estiveram classificados no gênero Nautilus, porém um espécime coletado com seu corpo junto, em 1984, propiciou um estudo científico por Peter D. Ward e W. Bruce Saunders, em 1997: "Allonautilus: A New Genus of Living Nautiloid Cephalopod and Its Bearing on Phylogeny of the Nautilida", demonstrando a existência de diferenças anatômicas significativas entre Nautilus scrobiculatus e outras espécies de Nautilus, incluindo diferenças na morfologia branquial e detalhes do sistema reprodutor masculino, além de possuírem conchas mais umbilicadas (allo significando diferente). Junto com Allonautilus scrobiculatus (Lightfoot, 1786), este gênero inclui Allonautilus perforatus (Conrad, 1847).

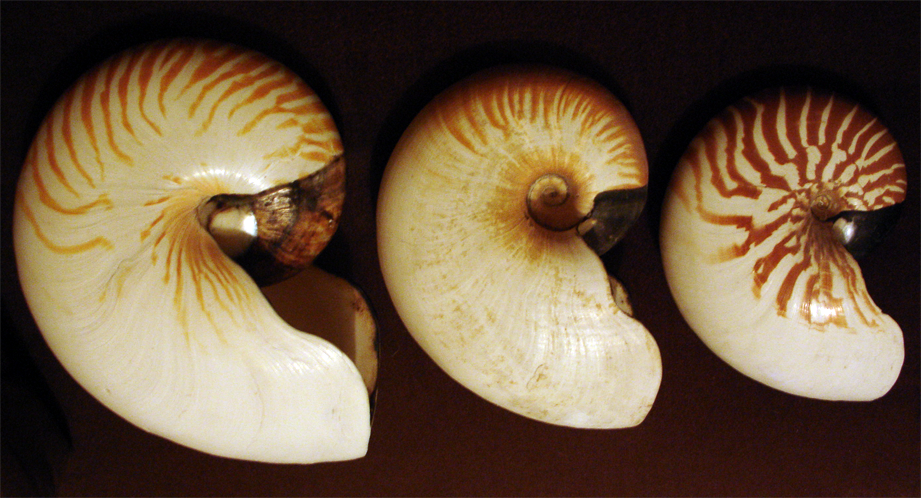
Uma concha de Allonautilus scrobiculatus (centro) entre conchas de Nautilus macromphalus (à esquerda) e Nautilus pompilius (à direita).